# Суворий стиль

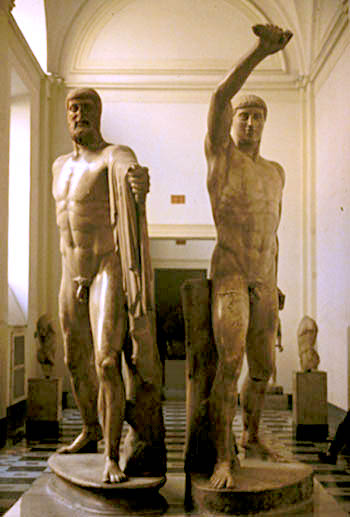
Гармодій та Аристогітон, або Тирановбивці, скульптори Критій та Несіот

Суворий стиль — основний стиль давньогрецького мистецтва в період ранньої класики, тобто приблизно в період 490—450 років до н. е., який попередував періоду високої класики.

## Характеристика
Суворий стиль відзначений руйнуванням канонічних форм мистецтва архаїки і переходом до ширшого кола засобів, характерного для класики кінця V століття. Цей стиль був поширений у багатьох містах грецького світу і представлений різними видами: круглими скульптурами з бронзи, стелами і рельєфами. Можливо, найчудовіше втілення суворого стилю — це метопи Храму Зевса в Олімпії.

## Історія терміна
Термін «суворий стиль» увів Густав Крамер у його праці нім. Über den Styl und die Herkunft der bemahlten griechischen Thongefäße (1837, Берлін) щодо першої появи червонофігурного вазопису. Починаючи з дослідження Вагн Поулсен|Вагна Поулсена суворого стилю (1937 року) термін пов'язується суто зі скульптурою.

## Датування стилю
Для суворого стилю немає прийнятій хронології, датування скульптури початком V століття до н. е. приблизне, і, отже, його перша поява імовірно належить до періоду з 525 по 480 рік до н. е. Єдиним виключенням із загального правила є скульптурна група «Тирановбийці», створена Критієм та Несіотом, датується 477 до н. е. Вона являє собою копію бронзової скульптури, виготовленої Антенором в 514 до н. е., аби вшанувати вбивць тирана Гіппарха.
Цей експонат, тепер відомий тільки за римською копією, зберігає положення тіл і риси обличчя, схожих з архаїчною традицією, поєднуючи їх з новим сприйняттям багатогранності точок огляду, відчуття матеріалу і будови людського тіла. Все це виділяє скульптурну групу як одну з декількох перехідних робіт. Інша подібна робота — «Хлопчик Критія», належить до 480 до н. е. В цій скульптурі розподіл ваги на одну ногу, опущена праве стегно і нахил голови та плечей відрізняються від пізньої архаїки, помітний крок до більшого натуралізму та індивідуалізації в класиці.